# Offre de capital-risque
Une offre de capital-risque est un type d'offre de capital dans le cadre d'un financement à risque. Elle permet à des start-ups d'obtenir un investissement, en général de la part de capital risqueurs ou d'investisseurs institutionnels. Le capital-risque figure parmi les principales sources de lancement dans le développement de nouvelles sociétés et technologies.

## Caractéristiques

### Parties
- Les courtiers, qui mettent en relation les entreprises et les investisseurs.
- Un investisseur principal, en général la société la plus connue ou la plus offensive parmi tous les participants, ou celle qui contribue avec la plus importante somme d'argent. L'investisseur supervise typiquement la plupart de la négociation, le travail légal, la due diligence et les autres étapes de l'investissement. L'investisseur principal peut aussi présenter l'entreprise à d'autres investisseurs, en général de façon informelle et gratuite.
- Les co-investisseurs, autres investisseurs majeurs qui soutiennent l'investisseur principal.
- Les suiveurs, typiquement des Business Angels. Ce sont des personnalités riches ou des institutions qui contribuent à fournir de l'argent mais qui ont un rôle passif dans l'investissement et dans la gestion de l'entreprise.
- L'entreprise qui fait l'objet de l'investissement.
- Les sociétés d'avocats ou les comptables qui sont en général rattachées à chaque partie afin de conseiller, négocier et documenter la transaction

### Étapes de l'offre de capital-risque
- L'introduction. Les investisseurs et les entreprises se cherchent mutuellement à travers des réseaux professionnels formels ou informels, des relations personnelles, des agents intermédiaires payés ou non payés, des chercheurs ou des conseillers. Du fait que leurs garanties ne sont pas transmises de façon publique, les entreprises privées rencontrent les capital-risqueurs et autres investisseurs de plusieurs façons, y compris via les contacts de sources jugées sûres par les investisseurs, les conférences d'investissement et les sommets où les entreprises approchent directement les groupes d'investisseurs lors de rencontres physiques.
- L'offre. L'entreprise fournit à l'investisseur un plan d'affaires confidentiel afin de garantir que le projet est digne d'intérêt.
- Le mémo de placement privé. Un memorandum est rédigé à des fins d'archivage.
- La négociation des termes. Plusieurs documents sont échangés en tant que documents de négociation (lettres d'intention, conditions générales ou autres). Lorsque les parties s'accordent sur les termes elles signent la feuille de termes afin de formaliser leur engagement.
- La feuille de termes signée. Les termes sont habituellement non liants et engagent seulement les parties sur leur bonne volonté à conclure l'échange en fonction les termes spécifiés.
- L'échange de documents définitif. Les parties se retirent (habituellement durant 2 à 4 semaines) et fixent une série de contrats et autres papiers légaux. En théorie ces papiers ne font que suivre les termes de la feuille de termes. En pratique ils contiennent de nombreux détails beaucoup plus fins que les termes principaux.
- Les documents définitifs, papiers légaux qui documentent la transaction finale.
- La due diligence. En même temps que la négociation des accords définitifs, les investisseurs examinent les rapports financiers ainsi que les relevés comptables de l'entreprise et tous les aspects de son fonctionnement. Ils peuvent demander que certains points soient corrigés avant de se mettre d'accord sur l'échange, par exemple demander de nouveaux contrats d'emploi ou des plans investiture pour le personnel directeur. À la fin du processus l'entreprise offre des garanties aux investisseurs à propos de son autonomie et de sa précision en termes de divulgation.
- L'accord final survient lorsque les parties mettent en application tous les documents de la transaction. C'est en général à ce moment que le financement est annoncé et que l'affaire est considérée achevée, bien qu'il y ait souvent des rumeurs et des fuites.
- La fermeture a lieu lorsque les investisseurs fournissent le financement et que l'entreprise fournit en retour un certificat aux investisseurs.

### Droits et privilèges
Les capital-risqueurs obtiennent des privilèges spéciaux qui ne sont pas accordés aux détenteurs d'actions ordinaires. Ces privilèges sont décrits dans les divers documents de la transaction. Certains droits communs sont :
- Protection contre la dilution. Si l'entreprise vend une partie importante de ses actions à un prix plus faible que ce que l'investisseur a payé, alors des parts additionnelles sont émises en faveur des investisseurs afin de les protéger contre la dilution.
- Garantie de sièges au conseil d'administration.
- Droit d'inscription. Les investisseurs ont des droits spéciaux pour demander l'inscription de leurs actions sur des marchés publics, et pour participer à une introduction en bourse et aux offres publiques qui en découlent.
- Garanties sur l'état de l'entreprise.
- Préférences de liquidation. Lors d'un événement de liquidation (une fusion ou une acquisition par exemple) les investisseurs recouvrent leur argent, souvent avec des intérêts et/ou avec un coefficient multiplicateur.
- Dividendes. Les dividendes sont en général établis mais ne sont pas obligatoires de la part de l'entreprise. La plupart des start-ups financées par capital-risque ne rapportant initialement pas d'argent, les dividendes sont rarement payés. Les dividendes non payés sont en général excusés mais peuvent être accumulés et ajoutés aux préférences de liquidation.

## Nom des offres
Les offres de financement par capital-risque ont typiquement des noms en rapport avec les actions vendues :
- Capital d'amorçage où les initiés de l'entreprise fournissent le capital de la start-up.
- Les Business Angels où des investisseurs externes s'intéressent tôt à l'entreprise et achètent des actions.
- Séries A, Séries B, Séries C, etc. En général la progression et le prix des actions de ces offres indique que l'entreprise progresse comme prévu. Les investisseurs s'inquiètent lorsque l'entreprise a collecté trop d'argent en de trop nombreuses offres, et considère cette situation comme un signe de progrès retardé.
- Séries A', Séries B', Séries C', etc qui indiquent de petites offres intégrées à l'offre précédente, généralement avec les mêmes termes, afin de lever des fonds additionnels.
- Séries AA, Séries BB, Séries CC, etc sont en général utilisées après une offre insatisfaisante, c'est-à-dire lorsque l'entreprise n'a pas pu atteindre ses objectifs de croissance.
- Offres de dette mezzanine, prêts relais et autres outils de dette utilisés pour soutenir des offres de capital-risque ou avant son introduction en bourse.